# ワールドスタッフ
株式会社ワールドスタッフは、日本のテレビ番組制作会社。

## 概要
1990年設立。ネイチャー系、ドキュメンタリー系の番組制作を得意とし、熱帯雨林や鍾乳洞、サンゴ礁など自然を題材とした番組が多い。その強みを生かし、2005年の愛知万博においてはシベリアのマンモス発掘展示プロジェクトに参加し、第一次調査隊としてマンモス発掘に携わった。

## 現在放送中の主な制作番組
BSジャパン
- 世界絶景シリーズ
- 地球ゆうゆう紀行
- 地球遺産の旅
- 地球の仲間たち
- 世界の市場を行く
- 地球・魅惑の島々
- 地球・海の旅

## 過去に放送した主な制作番組
テレビ東京
- 日高義樹のワシントン・リポート（制作協力）
- 日本の海（後にビクターエンタテインメント社によりビデオソフト化）

BSジャパン
- ネイチャーランド
- ディスカバリーアース